# Extinction Rebellion
Extinction Rebellion (en español Rebelión contra la Extinción, o Rebelión o Extinción, también abreviado como XR) es un movimiento social mundial que lucha por la justicia climática a través de la desobediencia civil, y la resistencia no violenta.  Su objetivo es influir sobre los gobiernos del mundo y las políticas medioambientales globales y locales. Reclama acciones para minimizar el calentamiento global, la crisis climática y el colapso Ecosocial. Que puede provocar la posible extinción de la humanidad y la extinción masiva de animales y plantas como consecuencia del cambio climático de origen antropogénico el deterioro de su hábitat y de la atmósfera planetaria.

Esta organización fue establecida en el año 2018 cuando unos cien académicos firmaron un llamamiento a la acción. Activistas de la organización británica Rising Up iniciaron las acciones de Extinction Rebellion en octubre de 2018. En noviembre de 2018, varias acciones de desobediencia civil tuvieron lugar en Londres, produciéndose numerosas detenciones.

## Reivindicaciones
En su página web, el movimiento de Extinction Rebellion demandan:

- 0. Justicia climática.

Los Gobiernos deben garantizar la justicia social, climática y ecológica, priorizando las necesidades de los colectivos en situación de vulnerabilidad y opresión.
- 1. Decir la verdad.

Los gobiernos deben decir la verdad declarando una emergencia climática y ecológica, trabajando con otras instituciones para comunicar la urgencia del cambio.
- 2. Actuar ahora.

Los gobiernos deben actuar ahora para detener la pérdida de biodiversidad y reducir las emisiones de gases de efecto invernadero a cero neto para 2025.
- 3. Asambleas Ciudadanas.

Los gobiernos deben crear y ser dirigido por las decisiones de una Asamblea Ciudadana sobre el clima y la justicia ecológica.

## Principios y valores

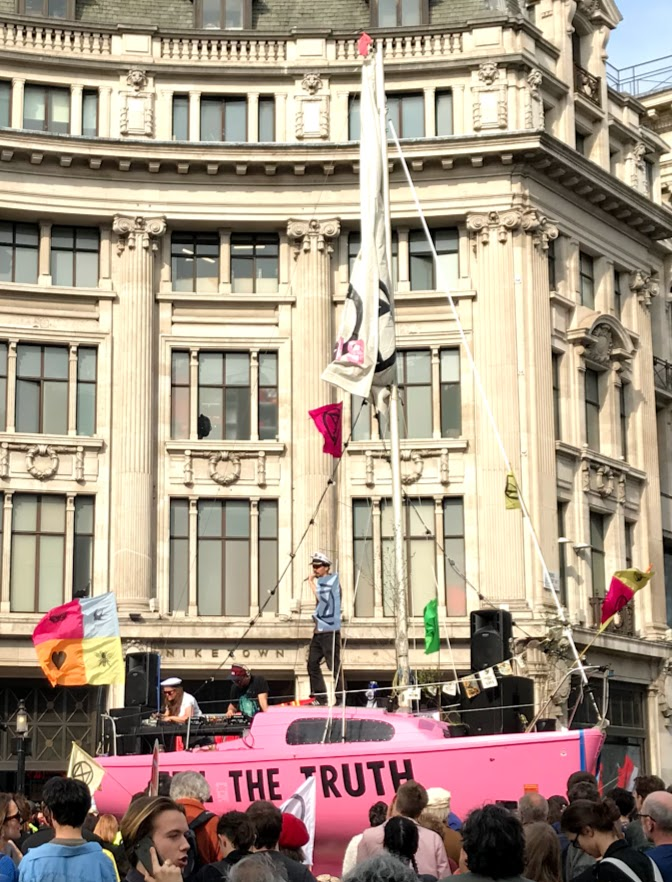
El bote nombrado Berta Cáceres por Extinction Rebellion en Oxford Circus, Londres, en abril de 2019, con la consigna "tell the truth" (en español significa "cuenta la verdad")

En la página web de Extinction Rebellion declaran:
1. Compartimos la visión de cambio - creando un mundo adecuado para las próximas generaciones.
2. Nuestra misión se basa en lo que es necesario - movilizando al 3.5% de la población para conseguir un cambio de sistema y usando ideas como la "organización basada en el impulso" para conseguirlo.
3. Necesitamos una cultura regenerativa - creando una cultura que sea sana, resiliente y adaptable.
4. Nos desafiamos abiertamente a nosotras mismas y a este sistema tóxico - saliendo de nuestras zonas de confort para actuar para el cambio.
5. Valoramos la reflexión y el aprendizaje - siguiendo un curso de acción, reflexión, aprendizaje y planificación de más acciones. Aprender de otros movimientos y contextos así como de nuestras propias experiencias.
6. Damos la bienvenida a todas las personas y a todas sus partes - trabajando activamente para crear espacios más seguros y accesibles.
7. Reducimos activamente el poder rompiendo jerarquías de poder - para una participación más equitativa
8. Evitamos señalar y acusar - vivimos en un sistema tóxico, pero no se puede culpar a ningún individuo.
9. Somos una red no violenta - que usa estrategias y tácticas no violentas como la forma más efectiva de lograr el cambio.
10. Nos basamos en la autonomía y descentralización - creamos colectivamente las estructuras que necesitamos para desafiar al poder. Cualquiera que sigue estos principios y valores fundamentales puede actuar en nombre de Extinction Rebellion.

## Apoyo de la comunidad científica
El día 26 de octubre de 2018 unos cien académicos firmaron un llamamiento a la acción en contra de la crisis ecológica.

La evidencia científica es clara, los hechos son irrefutables y para nosotros es intolerable que nuestros hijos y nietos tengan que sufrir las terribles consecuencias de un desastre sin precedentes que hemos creado nosotros mismos.[…] Nuestro gobierno es cómplice al ignorar el principio de precaución y al ser incapaz de reconocer que el crecimiento económico infinito en un planeta con recursos finitos es inviable. […] Cuando un gobierno deroga intencionadamente su responsabilidad de proteger a la ciudadanía contra cualquier daño y asegurar el futuro de las próximas generaciones, ha incumplido su deber de protección. El “contrato social” se ha roto y por ello no solo es nuestro derecho, sino también nuestro deber moral eludir la inacción del gobierno y su flagrante incumplimiento del deber y rebelarnos para defender la vida.
Es por esto que declaramos nuestro apoyo a Extinction Rebellion que comienza el día 31 de octubre de 2018. Apoyamos plenamente las exigencias al gobierno para que cuenten la dura verdad a los ciudadanos. Reclamamos la creación de una Asamblea Ciudadana para que trabaje con la comunidad científica basándose en las evidencias existentes y de acuerdo con el principio de precaución para desarrollar urgentemente un plan viable para la descarbonización rápida y total de la economía.

### Segunda carta abierta
El 9 de diciembre de 2018, una segunda carta abierta fue publicada firmada por otros cien académicos donde se declaraba:

[...] Los líderes políticos en todo el mundo no han logrado abordar la crisis medioambiental. Si el capitalismo corporativo continúa dirigiendo la economía internacional, la catástrofe global es inevitable. [...] Pedimos también a los ciudadanos del mundo que se levanten y se organicen contra la complacencia actual en sus contextos particulares, incluyendo la defensa de los derechos de los pueblos indígenas, la descolonización y la justicia restaurativa, uniéndose al movimiento global que se está rebelando ahora mismo en contra de la extinción (por ejemplo Extinction Rebellion en el Reino Unido). Colectivamente debemos hacer los que sea necesario de forma no violenta para persuadir a las instituciones políticas y dirigentes empresariales de que abandonen su complacencia y negación. El "seguir como si nada" que pretenden no es una opción. La ciudadanía global no consentirá más este fracaso de nuestro deber planetario. Cada uno de nosotros y nosotras, especialmente en el mundo materialmente privilegiado, debe comprometerse a aceptar la necesidad de dejar menos huella, consumer mucho menos y no solo salvaguardar los derechos humanos, sino también nuestra responsabilidad en la custodia de este planeta.

## Movilización Pascua 2019
En abril de 2019, un grupo de manifestantes identificados como Extinction Rebellion ocuparon y bloqueron cinco sitios claves de Londres. De manera voluntaria y luego de más de una semana, el martes 23 de abril concluyó la acción de resistencia civil pacífica que permaneció durante ese tiempo en el puente de Waterloo, Marble Arch, Oxford Circus, Piccadilly Circus y la Plaza del Parlamento para llamar la atención sobre el calentamiento global y los riesgos que éste implica para la humanidad.
Desde el principio de la acción, los activistas se disculparon con los londinenses por las molestias causadas. El saldo final fue de más de 1,000 manifestantes detenidos por la policía bajo cargos de vandalismo. A pesar de lo anterior, la organización recaudó más de 200 mil libras esterlinas en donativos y ganó cerca de 30 mil nuevos adherentes a su causa.
Al igual que en la capital británica, el movimiento reportó que hubo acciones similares en 80 ciudades de 33 países.

## Otras movilizaciones
En Francia, el viernes 19 de abril, cerca de 2,000 activistas se desplazaron al distrito financiero de La Défense, en París, donde se manifestaron afuera de la sede del Ministerio de la Transción Ecológica y de las oficinas de la petrolera Total, la empresa financiera Société Générale y la compañía de energía EDF.  Con pancartas denunciado la "República de los contaminadores" (République des pollueurs), destacaron la falta de cambios reales y de acciones concretas de parte de Emmanuel Macron para respetar los acuerdos de la COP21. La organización ambientalista Greenpeace fue parte de la acción.
El 15 de abril de 2019 varios activistas de Extinction Rebellion bloquearon el acceso principal a la sede de Repsol en Madrid para reclamar al gobierno que "diga la verdad" sobre el cambio climático y apruebe políticas para reducir las emisiones de carbono "a cero neto para 2025".
El 5 de junio de 2019, coincidiendo con el Día Mundial del Medio Ambiente, varios activistas de Extinction Rebellion cortaron la calle Ferraz de Madrid, frente a la sede del PSOE, para “conseguir que el Gobierno firme la declaración de emergencia climática y se diga la verdad sobre esta crisis".
En octubre de 2019 Extinction Rebellion celebró un día mundial de "desobediencia civil" con acciones disruptivas en varias ciudades del mundo. Los manifestantes en Berlín se reunieron en la Columna de la Victoria cerca de la Puerta de Brandenburgo el lunes por la mañana. La acción continuó hasta la noche con Potsdamer Platz, que en algún momento fue ocupada por unos 3.000 manifestantes, según los medios locales. 
En Australia y Nueva Zelanda manifestantes de XR bloquearon carreteras, resultando con el arresto de al menos 30 personas por la policía en Sídney. En Wellington, los manifestantes organizaron una performance en una sucursal del Banco ANZ, exigiendo que "se desprenda de los combustibles fósiles", con algunos manifestantes pegando sus manos a las ventanas. Otros ocuparon el lobby del Ministerio de Empresa e Innovación. 
En Madrid un grupo de activistas cortaron el tráfico de una calle y otro grupo acampó frente al Ministerio de Transición Ecológica. En Argentina se organizaron múltiples acciones directas desde mayo de 2019 en adelante, incluyendo la lectura de la declaración de Rebelión en la Plaza San Martin durante la semana de la rebelión de Octubre.